# Så älskar Gud
Så älskar Gud är en psalmsång av Lina Sandell. Den korta, trestrofiga sången upprepar inledningsorden nio gånger. Anslaget är hämtat från Johannesevangeliet 3:16: Så älskade Gud världen....

## Publicerad i
- Sionstoner 1889 som nr 576
- Sionstoner 1935 som nr 100 under rubriken "Frälsningens grund i Guds kärlek och förverkligande genom Kristus"